# Grand Prix Formule 1 van Brazilië 1980
De Grand Prix Formule 1 van Brazilië 1980 werd gehouden op 27 januari 1980 in Interlagos.

## Uitslag
| Positie | Nr | Rijder                | Team           | Ronden | Tijd/Opgave         | Startplaats | Punten |
| ------- | -- | --------------------- | -------------- | ------ | ------------------- | ----------- | ------ |
| 1       | 16 | René Arnoux           | Renault        | 40     | 1:40:01.33          | 6           | 9      |
| 2       | 12 | Elio de Angelis       | Lotus-Ford     | 40     | +21.86              | 7           | 6      |
| 3       | 27 | Alan Jones            | Williams-Ford  | 40     | +1:06.11            | 10          | 4      |
| 4       | 25 | Didier Pironi         | Ligier-Ford    | 40     | +1:40.13            | 2           | 3      |
| 5       | 8  | Alain Prost           | McLaren-Ford   | 40     | +1:45.41            | 13          | 2      |
| 6       | 29 | Riccardo Patrese      | Arrows-Ford    | 39     | +1 Ronde            | 14          | 1      |
| 7       | 9  | Marc Surer            | ATS-Ford       | 39     | +1 Ronde            | 20          |        |
| 8       | 6  | Ricardo Zunino        | Brabham-Ford   | 39     | +1 Ronde            | 18          |        |
| 9       | 21 | Keke Rosberg          | Fittpaldi-Ford | 39     | +1 Ronde            | 15          |        |
| 10      | 30 | Jochen Mass           | Arrows-Ford    | 39     | +1 Ronde            | 16          |        |
| 11      | 7  | John Watson           | McLaren-Ford   | 39     | +1 Ronde            | 23          |        |
| 12      | 3  | Jean-Pierre Jarier    | Tyrrell-Ford   | 39     | +1 Ronde            | 22          |        |
| 13      | 23 | Bruno Giacomelli      | Alfa Romeo     | 39     | +1 Ronde            | 17          |        |
| 14      | 4  | Derek Daly            | Tyrrell-Ford   | 38     | +2 Rondes           | 24          |        |
| 15      | 20 | Emerson Fittipaldi    | Fittpaldi-Ford | 38     | +2 Rondes           | 19          |        |
| 16      | 2  | Gilles Villeneuve     | Ferrari        | 36     | Gaspedaal           | 3           |        |
| NF      | 22 | Patrick Depailler     | Alfa Romeo     | 33     | Elektrisch probleem | 21          |        |
| NF      | 15 | Jean-Pierre Jabouille | Renault        | 25     | Turbo               | 1           |        |
| NF      | 5  | Nelson Piquet         | Brabham-Ford   | 14     | Ophanging           | 9           |        |
| NF      | 26 | Jacques Laffite       | Ligier-Ford    | 13     | Elektrisch probleem | 5           |        |
| NF      | 14 | Clay Regazzoni        | Ensign-Ford    | 13     | Motor               | 12          |        |
| NF      | 1  | Jody Scheckter        | Ferrari        | 10     | Motor               | 8           |        |
| NF      | 11 | Mario Andretti        | Lotus-Ford     | 1      | Spin                | 4           |        |
| NF      | 28 | Carlos Reutemann      | Williams-Ford  | 1      | Aandrijving         | 11          |        |
| NQ      | 10 | Jan Lammers           | ATS-Ford       |        |                     |             |        |
| NQ      | 18 | Dave Kennedy          | Shadow-Ford    |        |                     |             |        |
| NQ      | 17 | Stefan Johansson      | Shadow-Ford    |        |                     |             |        |
| NQ      | 31 | Eddie Cheever         | Osella-Ford    |        |                     |             |        |

## Statistieken
| Pole-position | Jean-Pierre Jabouille | Renault | 2:21.40 |
| Snelste ronde | René Arnoux           | Renault | 2:27.31 |

## Noot
- Dit was de vijfde pole position voor Jean-Pierre Jabouille.
- Eerste podiumplaats voor Elio de Angelis en tiende podiumplaats voor Alan Jones.
- Eerste Grand Prix-winst voor René Arnoux.

1972 · 1973 · 1974 · 1975 · 1976 · 1977 · 1978 · 1979 · 1980 · 1981 · 1982 · 1983 · 1984 · 1985 · 1986 · 1987 · 1988 · 1989 · 1990 · 1991 · 1992 · 1993 · 1994 · 1995 · 1996 · 1997 · 1998 · 1999 · 2000 · 2001 · 2002 · 2003 · 2004 · 2005 · 2006 · 2007 · 2008 · 2009 · 2010 · 2011 · 2012 · 2013 · 2014 · 2015 · 2016 · 2017 · 2018 · 2019